# Léès
Ne doit pas être confondu avec Léez.
Le Léès ou Lées est un affluent gauche de l'Arcis, lui-même affluent du Léez au sud d'Aire-sur-l'Adour.

## Étymologie
Le Léès doit son nom à l'hydronyme pyrénéen Lez / Lis.
Il donne son nom à Lespielle (Leès-bielle 'villa du Léès').

## Géographie
Cette rivière du Vic-Bilh se forme à Gardères dans les Hautes-Pyrénées sous le nom de Grand-Léès. Il s'écoule vers le nord en direction d'Aire-sur-l'Adour pour se jeter dans l'Arcis dans le département du Gers à hauteur de Projan.

## Départements et communes traversés
- Hautes-Pyrénées : Gardères,
- Pyrénées-Atlantiques : Saubole,
- Hautes-Pyrénées : Séron,
- Pyrénées-Atlantiques : Lombia, Bédeille, Sedze-Maubecq, Baleix, Anoye, Momy, Maspie-Lalonquère-Juillacq, Simacourbe, Lembeye, Escurès, Lespielle, Gayon, Arricau-Bordes, Vialer, Cadillon, Saint-Jean-Poudge, Conchez-de-Béarn, Tadousse-Ussau, Diusse, Portet, Moncla,
- Gers : Projan.

## Principaux affluents
- (G) le Hourquet, en provenance de Saubole.
- (D) le Léès de Lembeye, en provenance de Momy, Lucarré et Lembeye ;
- (G) le Petit-Léès, en provenance d'Arrien.

(D) rive droite ; (G) rive gauche.